# Bobby Alu

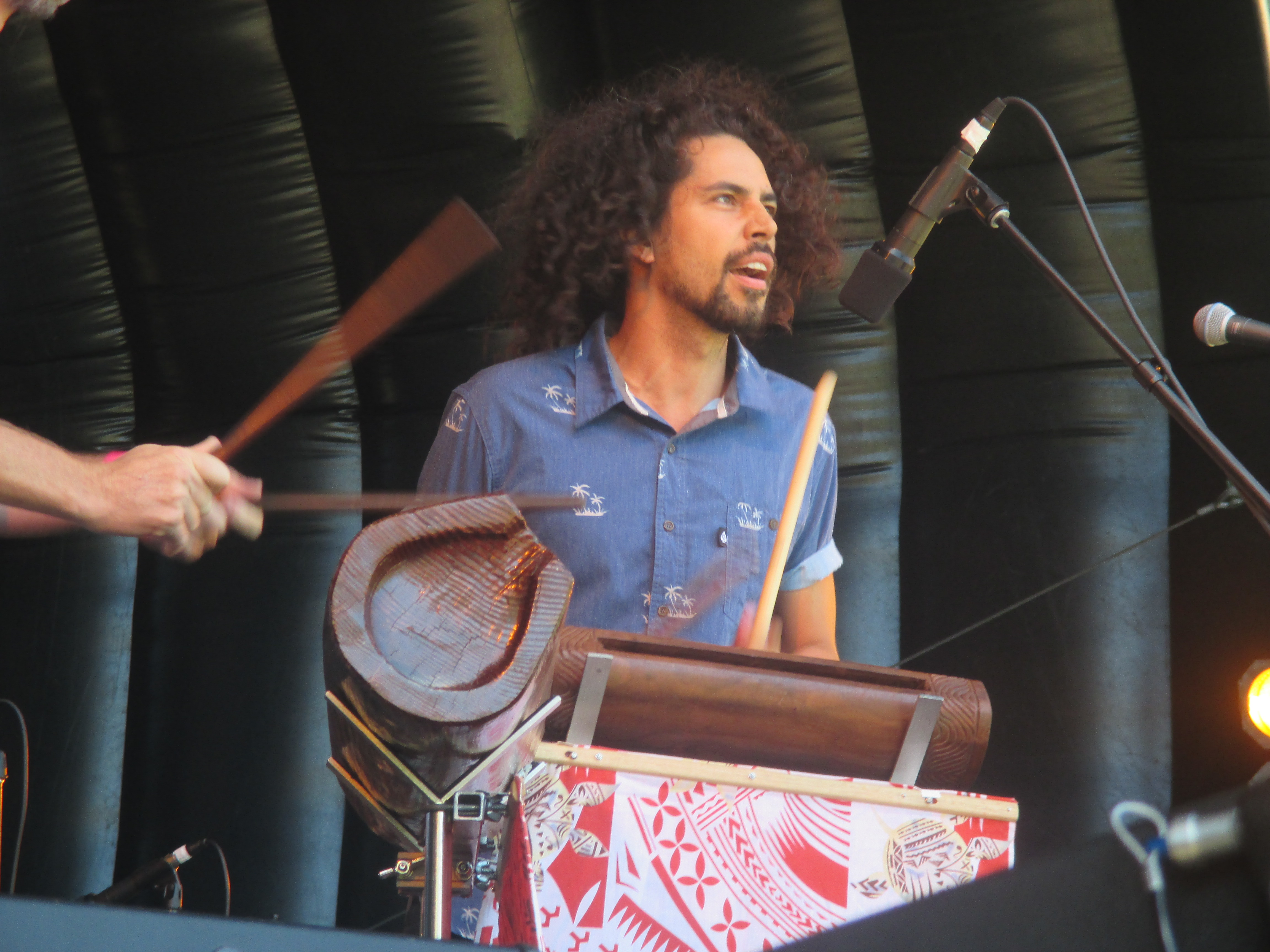
Bobby Alu

Bobby Alu, eigentlich Charles Robert Fa’agalu Wall, ist ein australischer Musiker mit samoanischen Wurzeln.
Alu ist Percussionist und Sänger, spielt aber auch Ukulele. Radio Australia bezeichnete seine Musik als „Pacific reggae tunes“. Auf seinem dritten Album verarbeitete er musikalisch seine Wurzeln als aus Upolu (Samoa) stammender Musiker.
Sein Schlagzeuger Grant Gerathy ist seit 2013 Teil des John Butler Trios.
2016 und 2022 (Köln, Prag) trat er im Vorprogramm von Xavier Rudd auf dessen Europa-Tour auf.